# Boissets
Boissets és un municipi francès, situat al departament d'Yvelines i a la regió de Illa de França. L'any 2007 tenia 265 habitants.
Forma part del cantó de Bonnières-sur-Seine, del districte de Mantes-la-Jolie i de la Comunitat de comunes del Pays Houdanais.

## Demografia

### Població
El 2007 la població de fet de Boissets era de 265 persones. Hi havia 97 famílies, de les quals 23 eren unipersonals (23 dones vivint soles i 23 dones vivint soles), 39 parelles sense fills i 35 parelles amb fills.
La població ha evolucionat segons el següent gràfic:
Habitants censats

### Habitatges
El 2007 hi havia 122 habitatges, 105 eren l'habitatge principal de la família, 13 eren segones residències i 4 estaven desocupats. 117 eren cases i 4 eren apartaments. Dels 105 habitatges principals, 89 estaven ocupats pels seus propietaris, 9 estaven llogats i ocupats pels llogaters i 7 estaven cedits a títol gratuït; 2 tenien una cambra, 2 en tenien dues, 7 en tenien tres, 27 en tenien quatre i 66 en tenien cinc o més. 87 habitatges disposaven pel capbaix d'una plaça de pàrquing. A 36 habitatges hi havia un automòbil i a 62 n'hi havia dos o més.

### Piràmide de població
La piràmide de població per edats i sexe el 2009 era:
| Homes | Edats   | Dones |
| ----- | ------- | ----- |
| 0     | 95 o +  | 0     |
| 0     | 90 a 94 | 0     |
| 0     | 85 a 89 | 0     |
| 4     | 80 a 84 | 0     |
| 4     | 75 a 79 | 12    |
| 4     | 70 a 74 | 0     |
| 0     | 65 a 69 | 4     |
| 8     | 60 a 64 | 4     |
| 16    | 55 a 59 | 12    |
| 8     | 50 a 54 | 28    |
| 16    | 45 a 49 | 4     |
| 4     | 40 a 44 | 8     |
| 8     | 35 a 39 | 8     |
| 4     | 30 a 34 | 8     |
| 4     | 25 a 29 | 4     |
| 4     | 20 a 24 | 0     |
| 16    | 15 a 19 | 8     |
| 16    | 10 a 14 | 4     |
| 4     | 5 a 9   | 8     |
| 0     | 0 a 4   | 4     |

## Economia
El 2007 la població en edat de treballar era de 174 persones, 131 eren actives i 43 eren inactives. De les 131 persones actives 127 estaven ocupades (66 homes i 61 dones) i 4 estaven aturades (3 homes i 1 dona). De les 43 persones inactives 19 estaven jubilades, 15 estaven estudiant i 9 estaven classificades com a «altres inactius».

### Ingressos
El 2009 a Boissets hi havia 101 unitats fiscals que integraven 268,5 persones, la mediana anual d'ingressos fiscals per persona era de 22.819 €.

### Activitats econòmiques
Dels 8 establiments que hi havia el 2007, 1 era d'una empresa de fabricació d'altres productes industrials, 1 d'una empresa de construcció, 2 d'empreses de comerç i reparació d'automòbils, 1 d'una empresa d'informació i comunicació, 1 d'una empresa immobiliària, 1 d'una empresa de serveis i 1 d'una entitat de l'administració pública.
Dels 2 establiments de servei als particulars que hi havia el 2009, 1 era un taller de reparació d'automòbils i de material agrícola i 1 paleta.
L'any 2000 a Boissets hi havia 6 explotacions agrícoles.

## Equipaments sanitaris i escolars
El 2009 hi havia una escola elemental.

## Poblacions més properes
El següent diagrama mostra les poblacions més properes.